# Randy Brooks
Pour les articles homonymes, voir Brooks.
Ne pas confondre avec Randi Brooks, actrice américaine.
Frederick Randolph Brooks, dit Randy Brooks, est un acteur américain, né le 30 janvier 1950 à New York, New York (États-Unis).

## Filmographie
- 1970 : Colère noire (Halls of Anger) de Paul Bogart : Sabin
- 1976 : The Monkey Hu$tle : Win
- 1979 : Brothers and Sisters (série télévisée) : Ronald Holmes III
- 1980 : Rage! (TV) : P.J.
- 1980 : Scared Straight! Another Story (TV) : Sam
- 1981 : Underground Aces (en) de Robert Butler : Ollie
- 1981 : L'Envolée sauvage (Fly Away Home) (TV) : Shenandoah
- 1981 : Senior Trip de Kenneth Johnson (téléfilm) : David
- 1982 : The Renegades (TV) : Eagle
- 1982 : Forbidden Love (TV) : Gregory
- 1983 : Renegades (série télévisée) : Eagle
- 1984 : The Seduction of Gina (TV) : John
- 1985 : Dark Horse (TV)
- 1986 : Huit millions de façons de mourir (8 Million Ways to Die) : Willie 'Chance' Walker
- 1987 : Protection rapprochée (Assassination) : Tyler Loudermilk
- 1988 : Colors de Dennis Hopper : Ron Delaney
- 1988 : Nightingales (TV)
- 1988 : She Was Marked for Murder (TV)
- 1989 : La Preuve par 9 mm (Black Snow) : L'Africain
- 1990 : Nuits d'enfer (Daughter of the Streets) (TV) : Byron
- 1991 : Générations (Generations) (série télévisée) : Eric Royal
- 1991 : Sans aucune défense (Defenseless) : Monroe
- 1992 : Reservoir Dogs : Holdaway
- 1995 : Les Feux de l'amour (The Young and the Restless) (série télévisée) : Nathan Hastings no 2
- 1995 : Another World (série télévisée) : Marshall Lincoln Kramer, III #1
- 1996 : La Force du destin (All My Children) (série télévisée) : Hayes Grady
- 1997 : Miracle in the Woods (TV) : Henry Cooper Père
- 2000 : Rocket's Red Glare (TV) : Owen
- 2002 : Redemption (vidéo) : Phillips
- 2005 : VooDoo Curse: The Giddeh : Professeur Harris
- 2005 : Don't Touch If You Ain't Prayed (vidéo) : Jordan Bryant
- 2006 : Sorority Sister Slaughter (vidéo) : Billy Bart
- 2006 : House of Grace (vidéo) : Le pasteur